# Druga bitka pri Dongoli
Druga bitka pri Dongoli ali obleganje Dongole je bil spopad med vojskama zgodnjega arabskega Rašidunskega kalifata in krščanske nubijske kraljevine Makurije leta 652. Bitka je končala muslimansko širitev v Nubijo in vzpostavila zgodovinski mir med muslimanskim in krščanskim svetom v tem delu Afrike in vzajemno trgovanje. Posledično je Makurija prerasla v regionalno silo, ki je v naslednjih 500 letih dominirala Nubiji. 

## Ozadje
Odnosi med Makurijo in rašidunskim Egiptom so se začeli klavrno s prvo bitko pri Dongoli leta 642. Arabci so se po porazu umaknili iz Nubije in do leta 645 sklenili nekakšen mir. Po besedah arabsko-egiptovskega zgodovinarja al-Makrizija iz 14. stoletja se je Makurija trudila prekršiti premirje. Guverner Egipta Abdalah ibn Saad je zato vdrl v Makurijo, da bi jo umiril. V severni in osrednji Nubiji je takrat vladal kralj Kalidurut.
Arheološka odkritja kažejo, da je bila Dongola v 7. stoletju dobro utrjeno mesto. Imela je obzidje s stolpi, visoko vsaj 6 metrov in široko 4 metre.  Zgrajeno je bilo iz zidakov iz blata in obloženo s kamnom. Okrogli vogalni stolpi s premerom 6 metrov so štrleli 8 metrov  iz zidu. Na severnem obzidju sta bila še dva stolpa. Stolpi so bili morda dozidani kasneje kot odgovor na obleganje leta 652.

## Bitka
Abdalah je leta 651 s 5.000 možmi napadel makursko prestolnico Dongolo. V vojski je imel tudi težko konjenico in katapult, verjetno tribok, ki ga po al-Makriziju v Makuriji še nikoli niso videli. Med obleganjem je obzidano mesto napadel s težko konjenico in jo izpostavil  zloglasnim nubijskim lokostrelcem. Med obleganjem je bila zaradi požara, ki ga je povzročilo obstreljevanje s katapultom, poškodovana mestna stolnica. Ostanke stolnice so arheologi odkrili izven obzidja iz 7. stoletja.
Obleganje se je končalo s srdito bitko, v kateri so imele Abdalahove sile velike žrtve, Kalidurut pa ni popustil. Abdalah je nazadnje prekinil obleganje in z Nubijci sklenil mirovni sporazum (Bakt),po mnenju egiptovskega zgodovinarja Abd al-Hakama iz 9. stoletja zato, "ker jih ni mogel premagati". Šiitski zgodovinar iz 10. stoletja Ahmed al-Kufi, ki ni bil naklonjen Rašidinskemu kalifatu, je bil še bolj kritičen in menil, da "muslimani še nikoli [pred tem] niso doživeli takšnega poraza, kot v Nubiji".
V stoletjih, ki so sledila, so muslimanski zgodovinarji obleganje in poraz v drugi bitki pri Dongoli spremenili v zmago. Al-Makrizi pravi, da je Kalidurut prišel iz mesta in pohlevno prosil za mir. Ta različica dogodkov izvira morda iz združitve dogodkov leta 652 s spopadom med Nubijo in Mameluki v poznem 13. stoletju.

## Posledice
Podrobnosti o drugi bitki pri Dongoli so redke. Znano je le to, da so sile kalifata utrpele toliko žrtev, da zavzetje njihovega cilja - mesta Dongola - ni bilo več mogoče. Obe strani sta sklenili mirovni sporazum, znan kot Bakt, ki je veljal šest stoletij. Nekoč sprti strani sta vzpostavili živahne trgovinske odnose. Trgovali sta predvsem s pšenico, ječmenom, vinom, konji in platnom. Egipt je iz Nubije vsako leto dobil 360 sužnjev. 
Bakt je bil sporazum brez primere v zgodnji zgodovini islama. Novost v paradigmi muslimansko-nemuslimanskih odnosov je bil tudi status Nubije kot neosvojene dežele. Četudi je bila Nubija krščanska, so njeni vladarji pod enakimi pogoji poslovali z muslimanskimi vladarji do 12. stoletja, ko je moč Nubije začela usihati. Zaradi bitke in bakta je krščanska Nubija cvetela naslednjih 600 let.